# Вакуловский, Олег Юрьевич
Оле́г Ю́рьевич Вакуло́вский (11 августа 1960, Москва — 16 июня 2009, Королёв, Московская область) — советский, затем российский журналист, теле- и радиоведущий, комментатор.

## Биография
Олег Вакуловский после окончания в 1983 году факультета журналистики Московского государственного университета (специальность «журналист-международник, литературный сотрудник радио») до 1987 года работал комментатором, главным редактором скандинавского отдела Североевропейской службы иновещания Гостелерадио СССР.
В 1987 году вместе с другими журналистами-международниками (Александром Любимовым, Владом Листьевым и Дмитрием Захаровым) был приглашён на Центральное телевидение для участия в работе над новой программой «Взгляд» (вёл первые два выпуска программы). Одновременно подготовил несколько выпусков программы о новых политических партиях «Галерея».
В сентябре 1990 года был назначен руководителем службы информации, затем — директором по специальным проектам новой международной коммерческой радиостанции «Радио Рокс», с 1992 по 1993 год был директором шведских программ. Кроме того, в 1991—1993 годах он сотрудничал с радиостанцией «Radio Z».
В 1993 году стал руководителем студии «Глобус» ВГТРК, в 1994—1996 годах вёл программу «Чрезвычайный канал» (РТР), программу «Де-факто» (телеканал «Россия»), программу «Газетные истории».
В 1996—1997 годах был ведущим программы «Человек и закон» (ОРТ).
С 1996 по 1997 год — генеральный продюсер телеканала СТС. В 1997—1998 годах вернулся на «Радио Рокс», где занимал аналогичную должность.
C 1997 года — автор и ведущий программы «Олег Вакуловский представляет, или Таинственные истории» на телеканале «ТВ Центр». В 1999 году стал заведующим отделом журналистских расследований при Главной редакции художественно-публицистических программ этого телеканала. С марта 1999 года вёл публицистическую программу «Бюро телевизионных расследований». С ноября 1999 года — автор и ведущий программы «Российские тайны: следствие ведёт ТВЦ», с октября 2002 года сменившей название на «Отдел Х».
В сентябре 2000 года выпустил в эфир ТВЦ двухсерийный документальный фильм «Титаник заговорил», представляющий собой эксклюзивное интервью с Салманом Радуевым.
Осенью 2004 года уволился из штата телеканала в связи со своим недовольством его тогдашней программной политикой.
15 декабря 2004 года на телеканале «Россия» вышел фильм «Лучи смерти. Гиперболоид инженера Филиппова», автором которого был Вакуловский.
В дальнейшем был заместителем исполнительного секретаря движения «Против коррупции». С февраля 2006 по апрель 2009 года на «Радио России» вёл их совместный проект: еженедельную интерактивную программу «Очная ставка» о коррупции и борьбе с ней.
В последние месяцы жизни работал на «Русской службе новостей», вёл радиопрограмму «Вечер с Олегом Вакуловским» и «По ту сторону» о паранормальных явлениях.

## Литературное творчество
Автор книг «„Двойное дно“ Эмнисти Интернэшнл», «Сталинский коктейль», «Опознание», «Расследует Отдел Х» (по материалам своей одноимённой телепередачи). В 2007 году вышел роман «Третье пророчество», написанный им в соавторстве с Еленой Хангой.

## Смерть
Скончался на 49-м году жизни 16 июня 2009 года в городе Королёв (Московская область), где много лет снимал коттедж, в результате инсульта.
Похоронен на Пятницком кладбище.
Остались жена Наталья и дочь Юлия.